# Ampliación del Paraíso
Ampliación del Paraíso är en ort i Mexiko.   Den ligger i kommunen El Marqués och delstaten Querétaro Arteaga, i den centrala delen av landet, 170 km nordväst om huvudstaden Mexico City. Ampliación del Paraíso ligger 1 911 meter över havet och antalet invånare är 108.
Terrängen runt Ampliación del Paraíso är platt åt nordost, men åt sydväst är den kuperad. Runt Ampliación del Paraíso är det ganska tätbefolkat, med 155 invånare per kvadratkilometer. Närmaste större samhälle är Santiago de Querétaro, 18,3 km väster om Ampliación del Paraíso. Trakten runt Ampliación del Paraíso består till största delen av jordbruksmark.